# Catagramma coruscans
Catagramma coruscans är en fjärilsart som beskrevs av Johannes Karl Max Röber 1921. Catagramma coruscans ingår i släktet Catagramma och familjen praktfjärilar. Inga underarter finns listade i Catalogue of Life.